# Beala Reka, Veliko Tărnovo
Beala Reka (în bulgară Бяла Река) este un sat în comuna Suhindol, regiunea Veliko Tărnovo,  Bulgaria. 

## Demografie
Componența etnică a satului Beala Reka
     Bulgari (49,3%)
     Turci (41,01%)
     Nicio identificare (9,67%)
     Altele (0%)
La recensământul din 2011, populația satului Beala Reka era de 217 locuitori. Nu există o etnie majoritară, locuitorii fiind bulgari (49,3%) și turci (41,01%). Pentru 9,67% din locuitori nu este cunoscută apartenența etnică.